# Накло (Перемиський повіт)
Накло (пол. Nakło) — розташоване на Закерзонні село в Польщі, у гміні Стубно Перемишльського повіту Підкарпатського воєводства.
Населення — 531 особа (2011).

## Розташування
Розміщене недалеко від кордону з Україною. Село розташоване за 3 км південь від Стібно, за 18 км на північний-схід від Перемишля та 71 км на схід від Ряшева.

## Історія
У 1880 р. село належало до Перемишльського повіту Королівства Галичини та Володимирії Австро-Угорської імперії, у селі було 549 жителів, а на землях фільварку 104 мешканці, більшість були греко-католиками, крім 32 римо-католиків.
У 1939 році в селі проживало 770 мешканців, з них 740 українців-грекокатоликів, 15 українців-римокатоликів, 5 поляків і 10 євреїв. Село входило до ґміни Стубно Перемишльського повіту Львівського воєводства.
Наприкінці вересня 1939 р. село зайняла Червона армія. 27.11.1939 постановою Президії Верховної Ради УРСР село у складі повіту включене до новоутвореної Дрогобицької області, а 17 січня 1940 року — до Медиківського району. В червні 1941, з початком Радянсько-німецької війни, село було окуповане німцями. В липні 1944 року радянські війська оволоділи селом, а в березні 1945 року село зі складу Дрогобицької області передано Польщі. Українців добровільно-примусово виселяли в СРСР, решту в 1947 р. депортовано на понімецькі землі.
У 1975-1998 роках село належало до Перемишльського воєводства.

## Церква
Церква Симеона і Анни побудована у  1905 році на місці попереднього храму, що походив із 1830 року. До депортації українців церква належала до парафії Поздяч Медицького деканату Перемишльської єпархії. Знищена після 1947 року. 12 квітня 1984-го року, на місці церкви почали зводити римо-католицький костел.

## Демографія
Демографічна структура станом на 31 березня 2011 року:
|          | Загалом | Допрацездатний вік | Працездатний вік | Постпрацездатний вік |
| -------- | ------- | ------------------ | ---------------- | -------------------- |
| Чоловіки | 270     | 63                 | 190              | 17                   |
| Жінки    | 261     | 56                 | 146              | 59                   |
| Разом    | 531     | 119                | 336              | 76                   |